# サウンドストリート21
『サウンドストリート21』（サウンドストリートにじゅういち）は、かつてNHK-FMで放送されていた音楽番組である。

## 概要
1980年代にNHK-FMで放送された人気番組『サウンドストリート』（平日22時台）のリメイク版。2005年、NHKの放送開始80周年を記念して放送がスタートした。
毎月一人または一組のミュージシャンが月替わりでパーソナリティを務め、そのミュージシャンのお気に入りの音源を中心に選曲していく内容であった。
2010年4月4日からは当番組の流れを引き継いだ新番組『サウンドクリエイターズ・ファイル』がスタートした。なお、「サウンドクリエイターズ・ファイル」は2023年春で終了する。

## 放送時間

### 『サウンドストリート21』
- 2005年3月29日 - 2008年3月25日：火曜日 23時 - 24時10分（水曜未明）
- 2008年4月6日 - 2010年3月21日：日曜日 23時 - 24時30分（月曜未明）･･･※

### 『サウンドクリエイターズ・ファイル』
- 2010年4月4日 - 2012年4月1日：日曜日21時30分 - 22時59分･･･※
- 2012年4月8日 - 2013年3月24日：日曜日21時 - 22時59分･･･※
- 2013年4月7日 - 2018年4月1日：日曜日21時 - 22時30分
- 2018年4月8日 - 2023年3月26日：日曜日22時 - 23時30分

※･･･毎月最終週は『インディーズファイル』（2008年4月27日 - 2013年3月31日）放送のため休止。